# Khalilur Rahman
Khalilur Rahman était un général de l'armée du Bangladesh et ancien directeur général des Bangladesh Rifles (en) et chef d'état-major de la Défense.